# 정선 상유재 고택
정선 상유재 고택(旌善 桑惟齋 古宅)은 대한민국 강원특별자치도 정선군 정선읍 봉양리에 있는 조선시대의 건축물이다. 1985년 1월 17일 강원특별자치도의 유형문화재 제89호로 지정되었다.

## 지정 사유
여말선초(麗末鮮初) 제주고씨 중시조(中始祖)가 낙향 건립한 목조(木造) 건축물로 정선읍내 현존하는 가옥 중 가장 오래된 것으로 우물 정(井)자 형의 평면을 지녔으며 안채와 사랑채로 구분 건립되어 있다.
가옥구조는 전반적으로 양반가옥에서 흔히 볼 수 있는 건축양식이며 사랑채의 마루는 정자(亭子)형으로 건축되어 있고 1921년경 가옥 일부를 중·보수(重·補修)한 적이 있다고 하며 대문(大門) 우측에는 수령 약600여년 된 뽕나무 2주가 도기념물로 지정 관리되고 있다.
근대에는 1934년 을해년 수해시 사랑채 보수가 있었으며. 1999∼2000년 8월까지 안채와 사랑채 전면 해체 보수와 토석담장 복원공사가 이루어졌다.
지금은 안채와 사랑채, 창고 등이 남아 있지만, 원래는 이에 행랑채 및 기타 부속 건물을 합하여 200여 평이 넘는 큰 집이었다고 한다. ㄷ자형의 안채와 一자형의 사랑채가 전체적으로 ㅁ자형의 배치를 이루고 있다.

## 명칭 변경
1985년 1월 17일 강원도의 유형문화재 제89호 정선 고학규 가옥(旌善 高學奎 家屋)으로 지정되었다가, 2017년 11월 17일 현재의 명칭으로 변경되었다.

## 같이 보기
- 정선 봉양리 뽕나무 - 강원도 기념물 제7호

## 참고 자료
- 정선 상유재 고택 - 국가유산청 국가유산포털